# Eulalia gravieri
Eulalia gravieri är en ringmaskart som beskrevs av Uschakov 1972. Eulalia gravieri ingår i släktet Eulalia och familjen Phyllodocidae. Inga underarter finns listade i Catalogue of Life.